# Michael Bond
Thomas Michael Bond CBE (13. ledna 1926 Newbury – 27. června 2017 Londýn) byl britský autor známý především díky jeho sérii dětských knih o Medvídku Paddingtonovi. Po celém světě bylo prodáno více než 34 milionů těchto knih a příběh roztomilého medvídka se dočkal i několika filmových zpracování. První kniha o Paddingtonovi vyšla v roce 1958 a poslední v roce 2017, tedy v rozpětí 59 let.

## Mládí

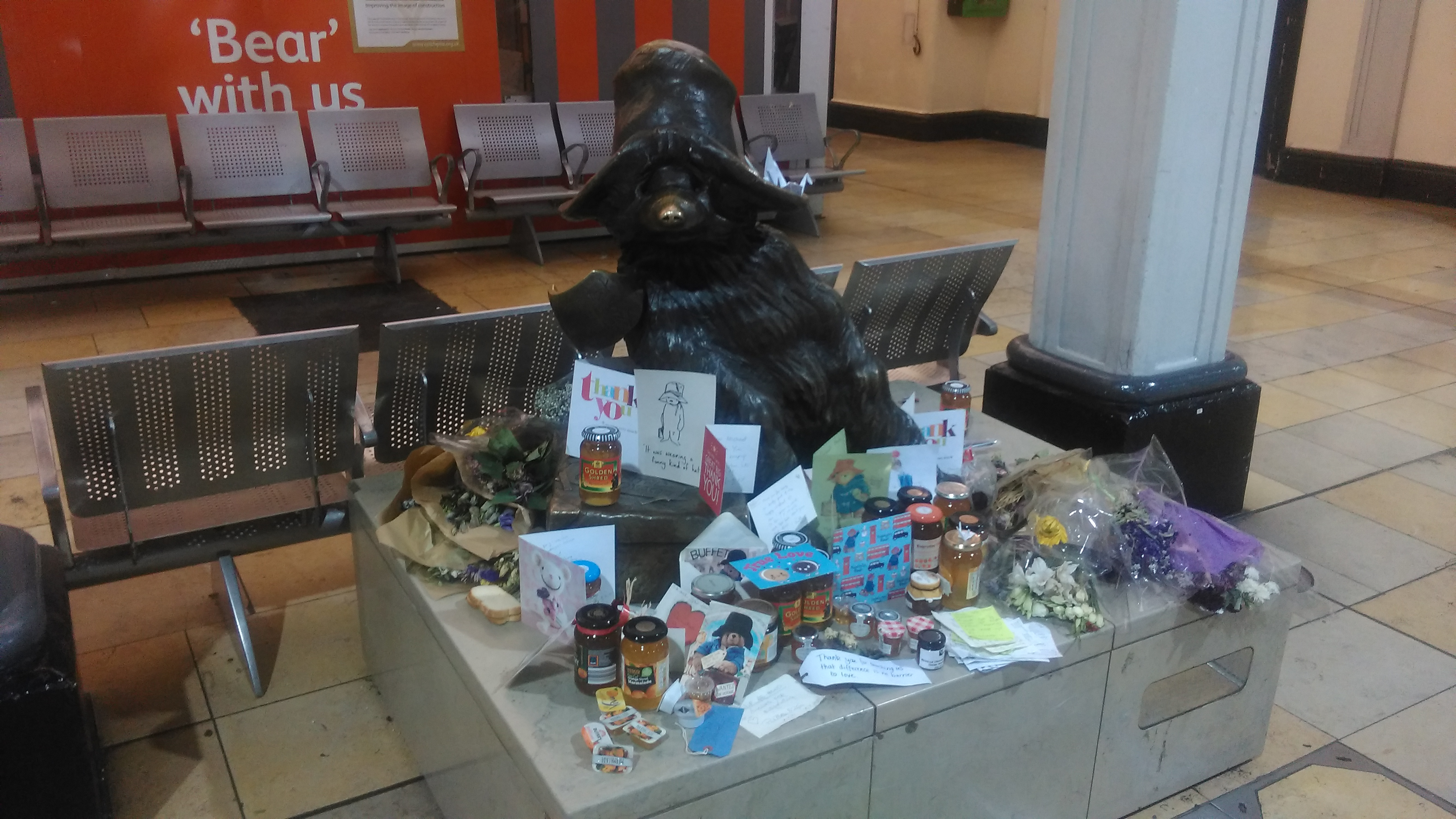
Socha Medvídka Paddingtona na nádraží Paddington v Londýně

Thomas Michael Bond se narodil 13. ledna 1926 v Newbury v Berkshire do rodiny vedoucího pošty. Vyrůstal v Readingu, kde chodil na místní železniční stanici sledovat projíždějící vlak Cornish Riviera Express, jenž v něm vzbudil zájem o vlaky. Na své dětství vzpomínal velmi rád, v rozhovoru pro Guardian řekl: „Myslím si, že nejcennější věc, kterou můžete dítěti dát, je váš čas … Nikdy jsem jako malý nešel spát bez pohádky.“
Na školní léta už tak rád nevzpomínal, jelikož jej jeho rodiče, kteří nikdy do kostela nechodili, přihlásili na velmi přísnou katolickou školu Presentation College. V důsledku čehož své vzdělání ukončil už ve 14 letech a začal pracovat jako úředník pro místní advokátní kancelář. Když mu bylo 15 let, nastoupil do BBC jako asistent.
Jeho začínající kariéra mohla náhle skončit, jelikož na budovu v níž pracoval, dopadly čtyři německé bomby. Při tomto leteckém náletu zemřelo 41 lidí a mnoho dalších bylo zraněno. Bond vyvázl bez zranění.
V roce 1943 se dobrovolně přihlásil k RAF a později sloužil v Britské armádě až do roku 1947.

## Kariéra
Svůj první krátký příběh, napsaný během pobytu v Káhiře s armádou, prodal časopisu London Opinion v roce 1945. O dva roky později se vrátil do BBC a v roce 1950 se zde stal kameramanem, pracoval na různých projektech – např. na nejdéle běžící dětské TV show Blue Peter. Během práce v BBC pokračoval v psaní krátkých povídek. V roce 1958 vyšla jeho první kniha o Medvídku Paddingtonovi (A Bear Called Paddington). A to byl začátek série knih o medvědovi, který do Londýna přicestoval až z dalekého Peru a kterého na nádraží Paddington nalezne rodina Brownových a adoptuje jej.
V roce 1965 Bond opouští práci v BBC, aby se mohl naplno věnovat psaní.
Příběhy Paddingtona byly vydány ve více než 20 zemích světa, přeloženy do 40 jazyků a prodalo se přes 34 milionů výtisků. Tyto nesmírně populární příběhy byly mnohokrát zpracovány filmaři (poprvé v roce 1975). Nejnovější filmová adaptace Paddington 2 je z roku 2017.
Bond napsal ještě další knihy pro děti. Například sérii příběhů o dobrodružství morčete jménem Olga da Polga, pojmenovaného podle domácího mazlíčka jeho rodiny.
Dospělým čtenářům věnoval sérii knih o francouzském detektivovi Monsieur Pamplemousse, který opustil policii a stal se restauračním kritikem. Pamplemousse a jeho věrný pes cestují po zemi, chutnávají různá menu a dostávají se do řady komických tajemných dobrodružství.
Bond psal příběhy o Paddingtonovi i v posledních měsících jeho života. Jednou byl dotázán, jak je možné, že popularita Paddingtona vydržela i v době počítačů a internetu. On odpověděl: „Paddington je věčně optimistický … Je to prostě radost malého medvěda, který je outsider a který se dostává do různých malérů a nepříjemností – vždy s nejlepšími úmysly…“

## Ocenění
Za zásluhy v literatuře, konkrétně v literatuře pro děti a mládež, byl jmenován důstojníkem Řádu britské říše(OBE) v roce 1997. V roce 2007 mu udělila Univerzita v Readingu ocenění Honorary Doctor of Letters.

## Osobní život
Michael Bond byl dvakrát ženatý. První ženou se v roce 1950 stala Brenda Mary Johnson, s níž se později rozvedl. Krátce po rozvodu (1981) se jeho druhou ženou stala Susan Marfrey Rogers. Bond měl dvě děti – syna Anthonyho a dceru Karen. Žil nedaleko nádraží Paddington v Londýně, tedy místa, které se stalo inspirací tolika jeho knih.

## Dílo
převzato z anglické wikipedie
Série o Medvídku Paddingtonovi
- 1958 A Bear Called Paddington – česky Medvídek Paddington (2010) – série Příběhy Medvídka Paddingtona
- 1959 More About Paddington – česky Paddington se zabydluje (2011) – série Příběhy Medvídka Paddingtona
- 1960 Paddington Helps Out – slovensky Paddington, pomocník na pohľadanie (2014)
- 1961 Paddington Abroad – slovensky Paddington na cestách (2016)
- 1962 Paddington at Large – slovensky Už zasa ten Paddington! (2017)
- 1964 Paddington Marches On
- 1966 Paddington at Work
- 1968 Paddington Goes to Town
- 1970 Paddington Takes the Air
- 1972 Paddington's Garden
- 1973 Paddington's Blue Peter Story Book (někdy také Paddington Takes to TV)
- 1974 Paddington on Top
- 1975 Paddington at the Tower
- 1979 Paddington Takes the Test
- 1980 Paddington on Screen
- 1984 Paddington at the Zoo
- 1986 Paddington at the Palace
- 1987 Paddington's Busy Day
- 1992 A Day by the Sea
- 2001 Paddington in the Garden
- 2003 Paddington and the Grand Tour
- 2008 Paddington Rules the Waves
- 2008 Paddington Here and Now
- 2012 Paddington Races Ahead
- 2012 Paddington Goes for Gold
- 2014 Love From Paddington
- 2017 Paddington's Finest Hour
- 2018: Paddington at St. Paul's

Série Olga da Polga
- 1975 Olga Counts Her Blessings
- 1975 Olga Makes a Friend
- 1975 Olga Makes a Wish
- 1975 Olga Makes Her Mark
- 1975 Olga Takes a Bite
- 1975 Olga's New Home
- 1975 Olga's Second House
- 1975 Olga's Special Day
- 1983 The First Big Olga da Polga Book
- 1983 The Second Big Olga da Polga Book

Obrázkové knihy
- 1975 Olga Counts Her Blessings
- 1975 Olga Makes a Friend
- 1975 Olga Makes a Wish
- 1975 Olga Makes Her Mark
- 1975 Olga Takes a Bite
- 1975 Olga's New Home
- 1975 Olga's Second House
- 1975 Olga's Special Day
- 1983 The First Big Olga da Polga Book
- 1983 The Second Big Olga da Polga Book

Série Monsieur Pamplemousse
- 1983 Monsieur Pamplemousse
- 1985 Monsieur Pamplemousse and the Secret Mission
- 1986 Monsieur Pamplemousse on the Spot
- 1987 Monsieur Pamplemousse Takes the Cure
- 1989 Monsieur Pamplemousse Aloft
- 1990 Monsieur Pamplemousse Investigates
- 1991 Monsieur Pamplemousse Rests His Case
- 1992 Monsieur Pamplemousse Stands Firm
- 1992 Monsieur Pamplemousse on Location
- 1993 Monsieur Pamplemousse Takes the Train
- 1998 Monsieur Pamplemousse Omnibus Volume One
- 1999 Monsieur Pamplemousse Omnibus Volume Two
- 1999 Monsieur Pamplemousse Afloat
- 1999 Monsieur Pamplemousse Omnibus Volume Three
- 2000 Monsieur Pamplemousse on Probation
- 2002 Monsieur Pamplemousse on Vacation
- 2003 Monsieur Pamplemousse Hits the Headlines
- 2006 Monsieur Pamplemousse and the Militant Midwives
- 2007 Monsieur Pamplemousse and the French Solution
- 2011 Monsieur Pamplemousse and the Carbon Footprint
- 2015 Monsieur Pamplemousse and the Tangled Web

Další knihy
- 1966 Here Comes Thursday.
- 1968 Thursday Rides Again.
- 1969 Thursday Ahoy!
- 1971 Thursday in Paris
- 1971 Michael Bond's Book of Bears
- 1972 The Day the Animals Went on Strike
- 1975 Windmill
- 1975 How to Make Flying Things
- 1975 Mr. Cram's Magic Bubbles
- 1980 Picnic on the River
- 1980 J. D. Polson and the Liberty Head Dime
- 1981 J. D. Polson and the Dillogate Affair
- 1983 The Caravan Puppets
- 1986 Oliver the Greedy Elephant
- 1987 The Pleasures of Paris
- 1988 A Mouse Called Thursday
- 1992 Something Nasty in the Kitchen
- 1996 Bears and Forebears: A Life So Far